# Richard Klug
Richard Klug (Budapest, 21 ottobre 1891 – ...) è stato un allenatore di calcio ungherese.

## Carriera
Nella seconda parte della stagione 1931-1932 e nella prima parte della stagione 1932-1933 ha allenato il Prato. A partire dalla 23ª giornata del campionato 1932-1933 di Serie B ha sostituito il connazionale Vilmos Rady sulla panchina del Modena, venendo poi riconfermato alla guida della squadra emiliana anche per la stagione successiva, nella quale è però stato esonerato alla 19ª giornata, in favore del rientrante Rady. Infine, ha allenato i gialloblu anche nella stagione 1934-1935, nella quale la squadra ha ottenuto un 2º posto in classifica nel Girone B di Serie B. Nella stagione 1936-1937 ha allenato per 19 partite il Messina in Serie B, venendo poi sostituito in panchina da Einrich Bachmann.